# 黃承乙
黃承乙（1844年/1849年—1924年/1930年）中國清朝官員，本籍浙江省紹興府余姚縣（今宁波余姚），是大学者黄宗羲的族孙。黃承乙於1888年（光緒14年）接替范克承，於台灣擔任台灣府臺灣縣知縣時，負責監造台灣巡撫劉銘傳所決定的臺灣省城的建城事宜，但劉銘傳去職之後，繼任巡府下令停工。